# Love Me
«Love Me» és una cançó de la formació anglesa de rock The 1975. Va ser el senzill del seu segon àlbum d'estudi, I Like It When You Sleep, for You Are So Beautiful Yet So Unaware of It (2016), llançat per Dirty Hit. Segons Matthew Healy, el vocalista de la formació, la cançó va néixer fora de confusió en resposta a l'èxit de la formació. Va parlar sobre la gènesi de la cançó a Billboard. La cançó va ser comparada amb "Fame" de David Bowie, així com "Burning Down the House" de Talking Heads.

## Llançament
La cançó va debutar en BBC Radio 1 el 8 d'octubre de 2015 en Annie Mac's Hottest Record In The World El grup va tocar la cançó al costat de "The Sound" en la seva aparició en Saturday Night Live el 6 de febrer de 2016. El vídeo musical de la cançó, dirigit per Diane Martel, es va llançar el 28 d'octubre de 2015. Un comunicat de premsa que acompanya el clip declara que el "correu-irònic self-rock parodia el rendiment indulgent en l'edat digital construïda per la generació de l'iPhone." Healy va comentar en el significat del vídeo: "Amb "Love Me" vam voler capturar l'adquisició del neon-hued d'èxit i excés, el moment de xisclar, el sexy daze." En el clip, la banda actua envoltada per pop-stars de cartró com Miley Cyrus i Ed Sheeran.

## Crítiques
Les crítiques de la cançó eren positives. Matthew Horton de NME va escriure que la cançó "dona plena confiança, cabent amb una cançó que Healy diu que tracta sobre narcisisme." Nick Williams a Billboard ho va batejar com "un impressionant esdevenidor-de-canvi d'edat" i un "pas fos del radiofònic-rock d'adolescent amistós del seu debut." Brennan Carley de la resposta de Spin era favorable: "Un tema que no estaria fora de lloc en qualsevol Neon Indian, amb un accent britànic més marcat".